# Peeliten

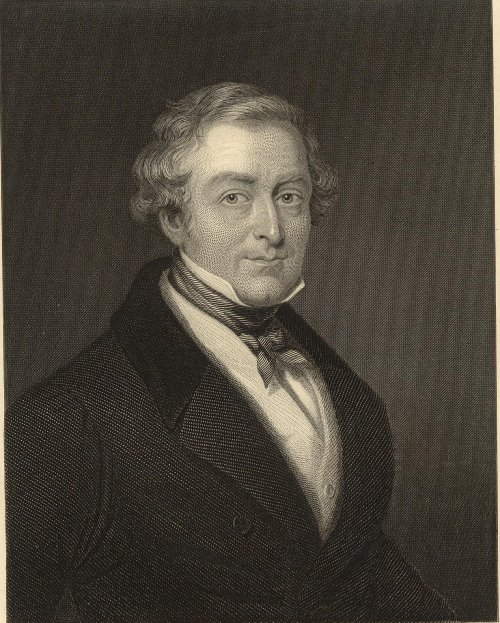
Robert Peel, konservativer Premierminister zwischen 1841 und 1846

Die Peeliten (engl. Peelites) waren eine im britischen Unterhaus vertretene Gruppierung zwischen 1846 und etwa 1859, die als Abspaltung von den Konservativen entstand. Ihren Namen erhielten sie nach Robert Peel, dem Begründer der Bewegung.

## Geschichte
Die Peeliten entstanden als politische Gruppierung im Jahr 1846. Ausgangspunkt war der Streit um die sogenannten Corn Laws (Getreidegesetze). In den ersten Jahrzehnten des 19. Jahrhunderts waren die britischen Tories stark von den Interessen der Landbesitzer geprägt, die Schutzzölle für landwirtschaftliche Produkte forderten, um ihre eigenen Produkte im Inland zu höheren Preisen absetzen zu können. Dem standen die Interessen einer wachsenden städtischen Mittelschicht und Industriearbeiterschaft gegenüber, die möglichst billige Nahrungsmittel und damit den möglichst uneingeschränkten Import ausländischen Getreides, vor allem aus Ost- und Mitteleuropa forderte. Diese Interessen wurden vor allem von den Whigs, d. h. Liberalen vertreten, die schon aus ideologischen Gründen den Freihandel anstrebten.
Zunächst konnten die landbesitzenden Tories ihre Interessen durchsetzen und im Jahr 1815 wurden mit den Corn Laws Schutzzölle für Getreideimporte festgesetzt. Liberale Regierungen unternahmen in den folgenden Jahrzehnten mehrere Versuche, die Getreidegesetze durch das Parlament wieder aufheben zu lassen, scheiterten jedoch im Widerstand der Agrarier-Lobby. Schließlich gelangten auch führende Industrielle zu der Ansicht, dass die Aufhebung der Schutzzölle in ihrem Interesse sei und schlossen sich zu Interessengemeinschaften zusammen, die gegen die Corn Laws agitierten, bzw. die Agitation dagegen finanzierten. Eine führende Person bei der Agitation für den Freihandel war der liberale Politiker Richard Cobden. Im Jahr 1840 wurde durch Aktivisten aus Manchester die Anti-Corn Law League gegründet. Unter dem Druck der anschwellenden öffentlichen Meinung und angesichts einer sich anbahnenden Hungersnot in Irland sah der damalige konservative Premierminister Robert Peel, keinen anderen Ausweg mehr, als die Aufhebung der Getreidegesetze in die Wege zu leiten. Peel änderte auch grundlegend seine Haltung und wurde ab 1845 zu einem offenen Anhänger der Freihandelsidee. Damit löste er eine Spaltung der Konservativen Partei aus. Etwa 250 Unterhausabgeordnete, rund zwei Drittel der konservativen Unterhausabgeordneten, wandten sich von ihm ab, während 112 ihn unterstützten. Trotzdem blieb Peel als Premierminister weiter im Amt, da die oppositionellen Whigs innerlich zu uneinig waren um die Regierungsverantwortung zu übernehmen. Im Jahr 1846 setzte Peel die Aufhebung der Corn Laws im Parlament durch. Das Oberhaus machte er dadurch gefügig, dass er ihm im Falle seiner Weigerung mit einem Peersschub drohte. Kurze Zeit später stürzte Peel jedoch über ein irisches Zwangsgesetz, das die Whigs nicht unterstützen wollten. Die Tories, mit denen er sich überworfen hatte, nutzten die Gelegenheit, ihm eine Abstimmungsniederlage beizubringen. Am 29. Juni 1846 erklärte Peel seinen Rücktritt vom Amt des Premierministers. Die große Hungersnot in Irland zwischen 1845 und 1849 konnten die herabgesetzten Getreidezölle allerdings nicht verhindern. Die aus der Tory-Fraktion kommenden Anhänger Peels, die Peeliten, hielten sich auch nach dem Rücktritt Peels von den übrigen Konservativen getrennt und vertraten weiter die Ziele des Freihandels. Nach und nach begannen sie, sich den Liberalen anzuschließen. Ein sichtbares Zeichen hierfür bildete das Treffen von Whigs, Peeliten und Radikalen am 6. Juni 1859 in Willis’ Rooms in St. James, das den Sturz der konservativen Regierung unter Lord Derby bezweckte und auch erreichte. Dieses Treffen wird häufig als eine Art Gründungstreffen der Liberal Party angesehen.

## Prominente Peeliten
Prominente Peeliten waren:

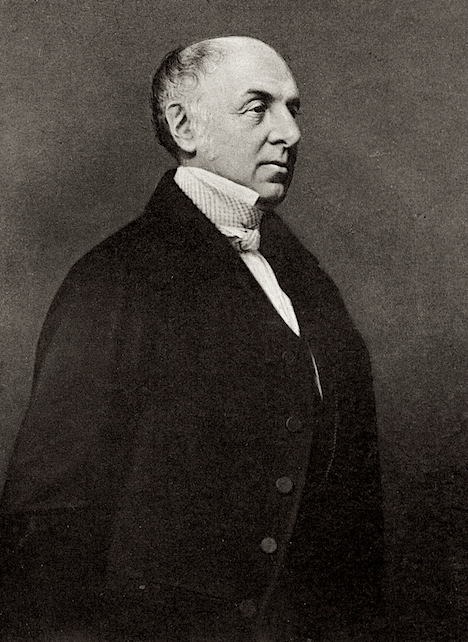
James Graham, 2. Baronet
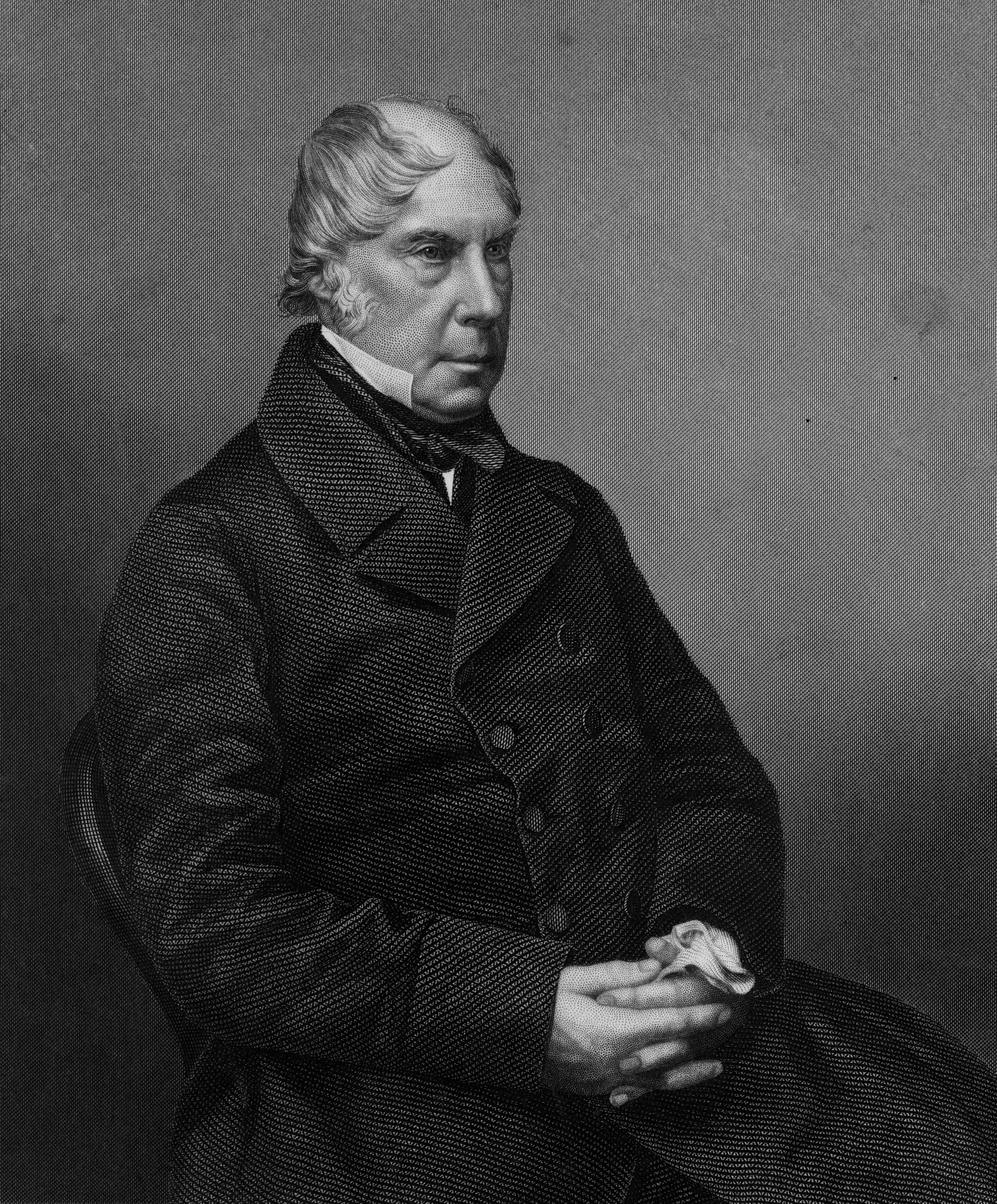
George Hamilton-Gordon, 4. Earl of Aberdeen
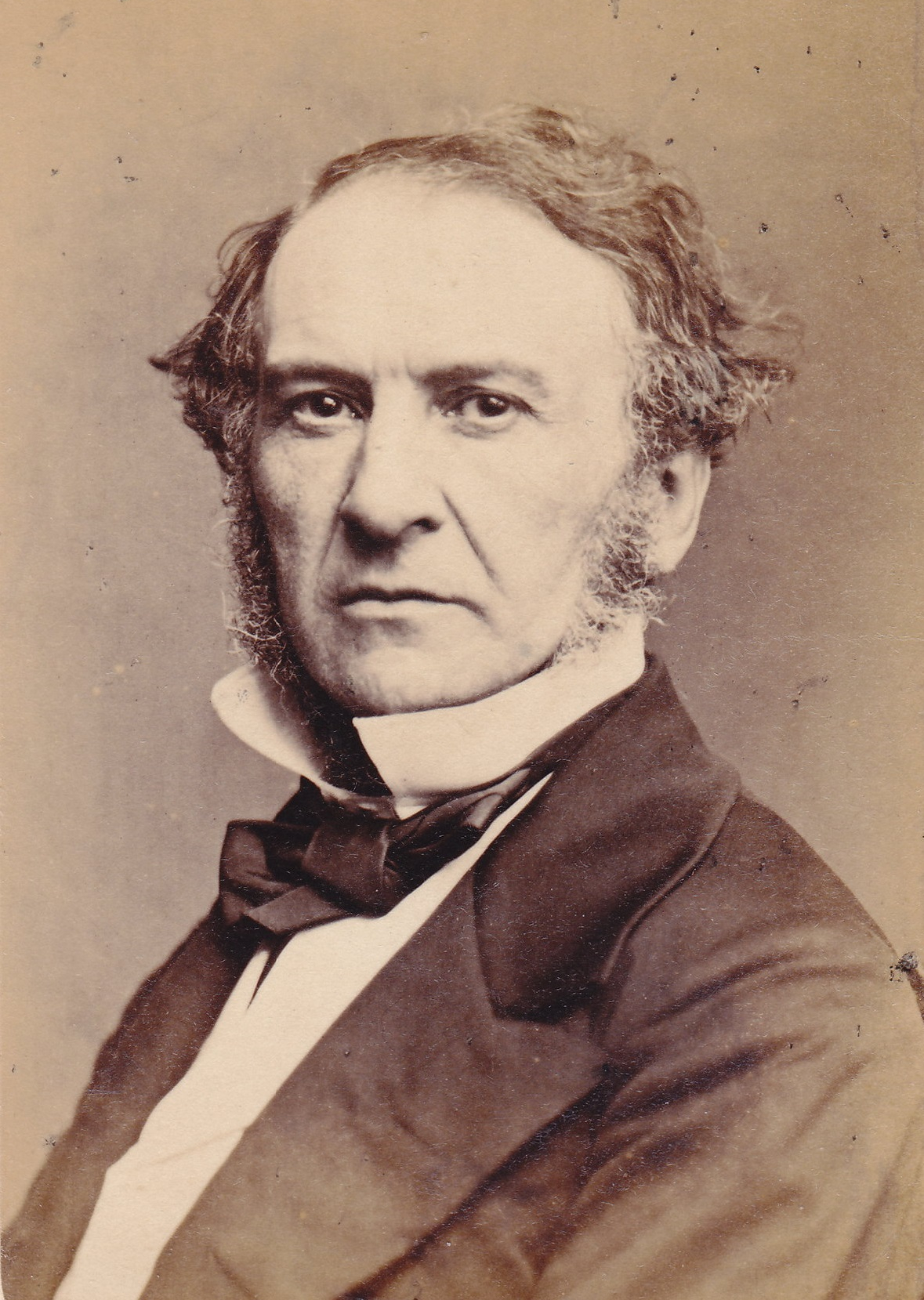
William Ewart Gladstone
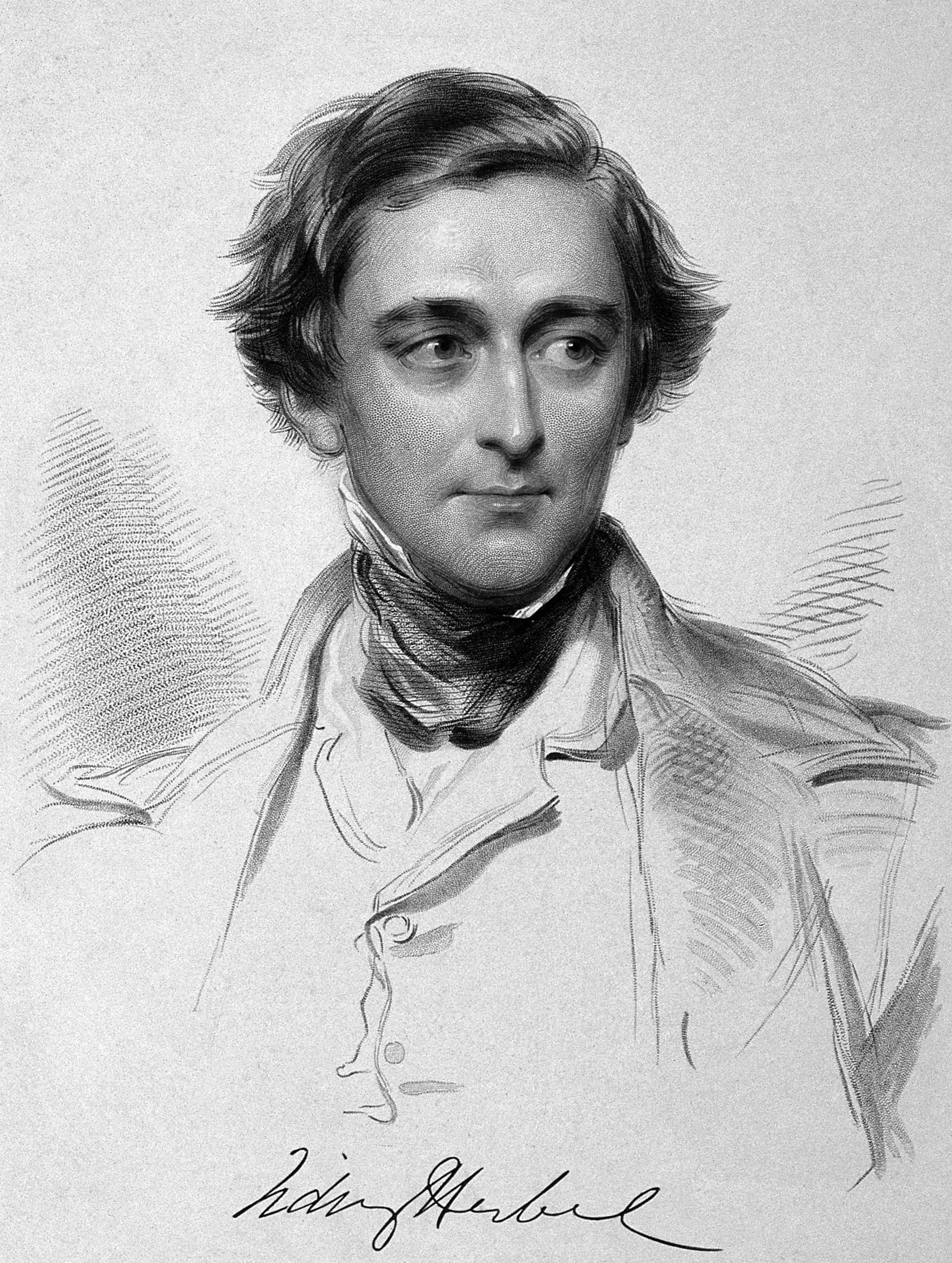
Sidney Herbert
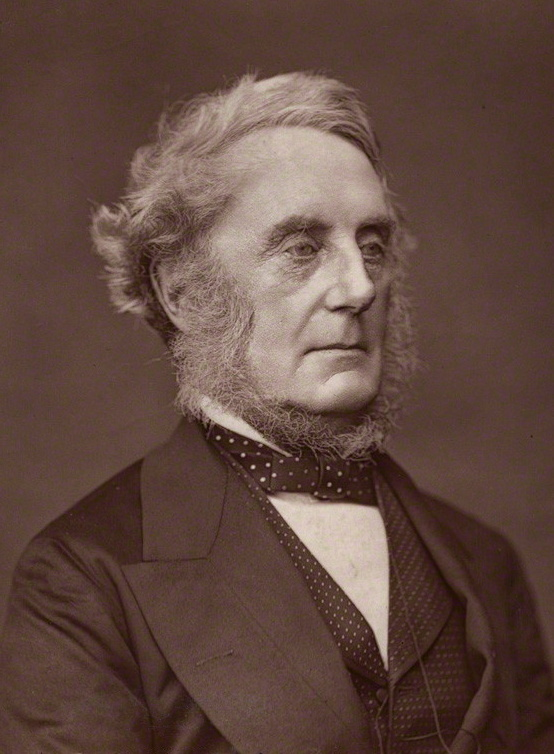
Edward Cardwell
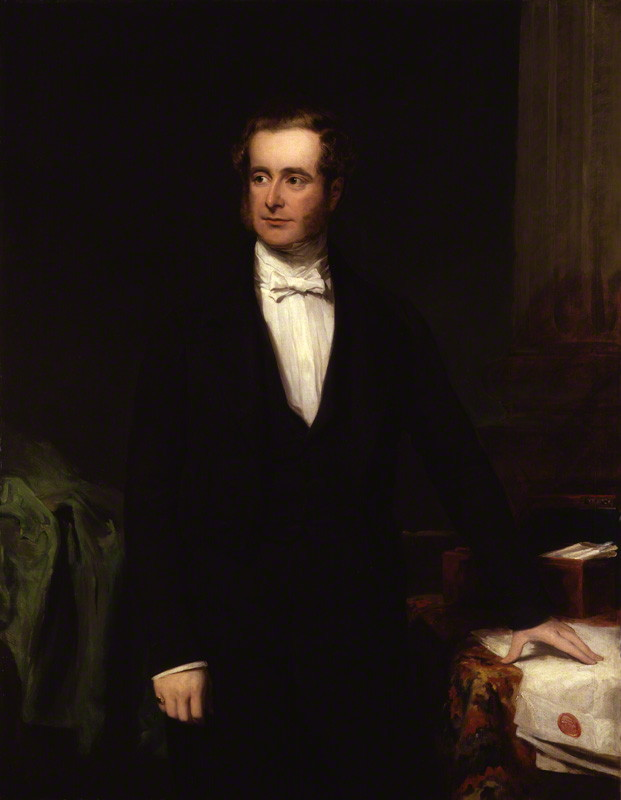
Lord Lincoln (später Duke of Newcastle)
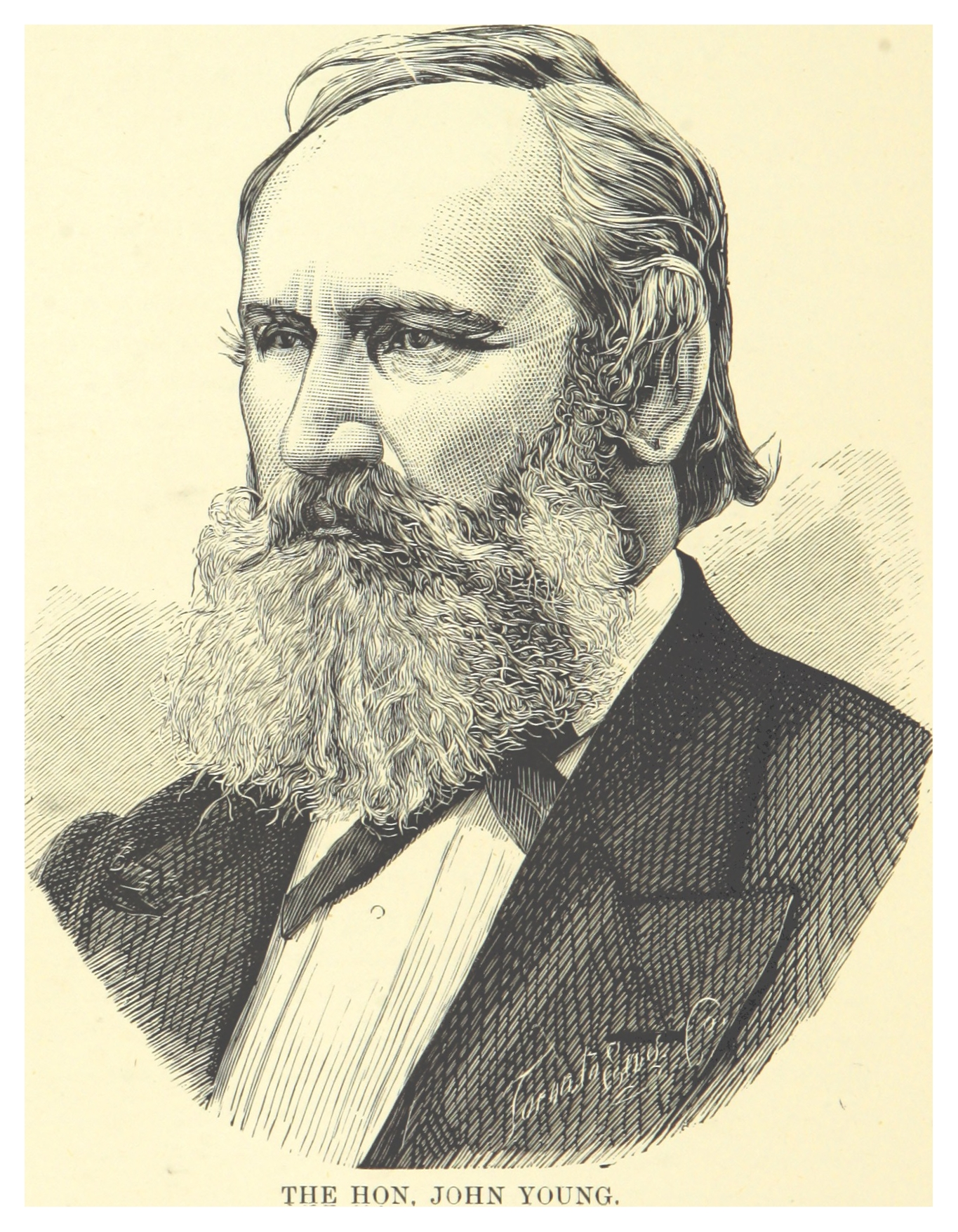
John Young, 1. Baron Lisgar
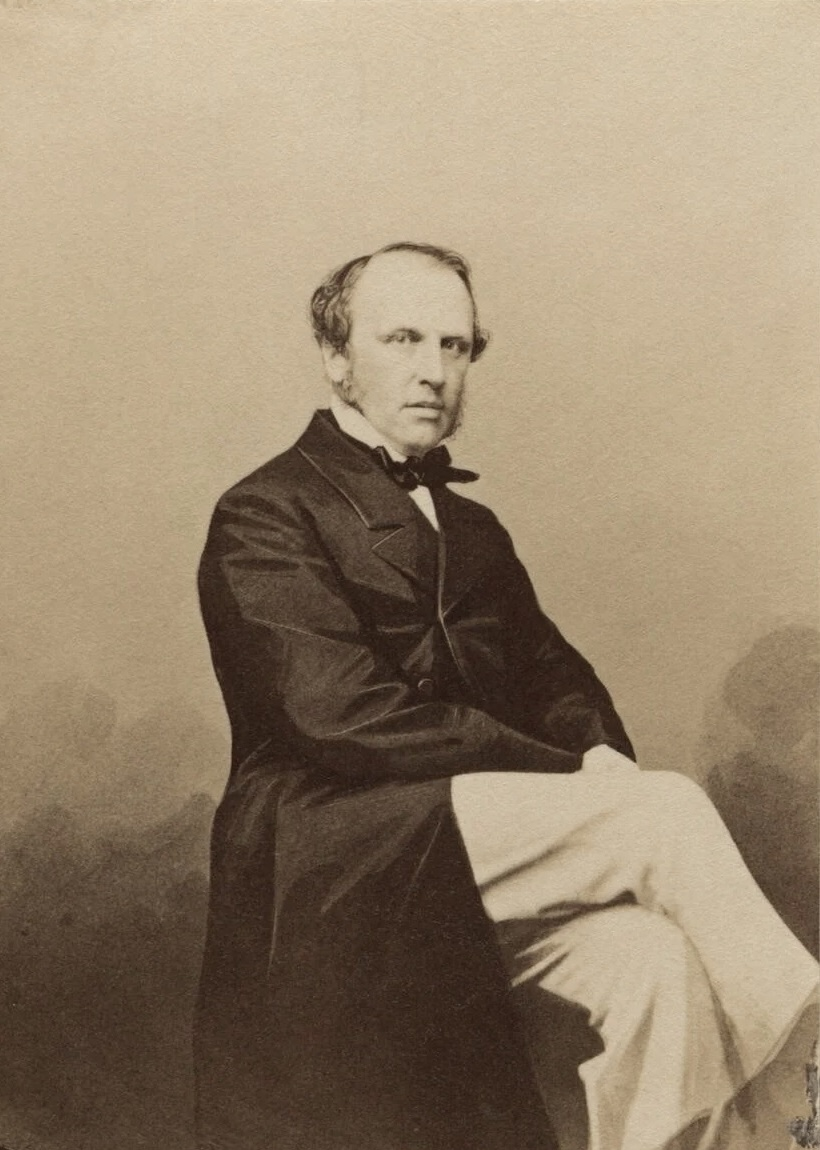
Charles Canning, 1. Earl Canning